# De helderziendheid
De helderziendheid (La clairvoyance) is een zelfportret uit 1936 van de Belgische surrealistische schilder René Magritte. Het bevindt zich momenteel in een privécollectie.
Het doek, ook wel aangeduid als 'De helderziende', toont de kunstenaar, zittend aan zijn schildersezel. Op het witte linnen schildert hij een grijze vogel met gespreide vleugels. Zijn blik is naar links gericht, op een op de tafel naast hem gelegen ei.
De titel zou kunnen verwijzen naar de mogelijkheid dat uit het ei een vogel voort kan komen. De titels van Magrittes schilderijen zijn overigens in de meeste gevallen niet eenduidig.
Er bestaan diverse schilderijen waarop Magritte zichzelf afbeeldt. Zo is er een kubistisch zelfportret uit 1923 (Autoportrait cubiste). Uit 1952 dateert het werk De tovenaar (zelfportret met vier armen) (Le sorcier (autoportrait aux quatre bras). Beide zijn in particulier bezit.
Een verrassend werk waarop de schilder zichzelf aan het werk toont is De poging tot het onmogelijke (La tentative de l'impossible) uit 1928, waarop hij een naakt schildert van zijn vrouw Georgette.